# Leonard Carlitz
Leonard Carlitz (26 de diciembre de 1907 - 17 de septiembre de 1999) fue un matemático estadounidense. Supervisó 44 doctorados en la Universidad de Duke y publicó más de 770 artículos. 

## Cronología
- 1907 Nace en Filadelfia, Pensilvania, EE. UU.
- 1927 Licenciatura Universidad de Pensilvania
- 1930 Doctorado Universidad de Pensilvania, con Howard Mitchell, que había estudiado con Oswald Veblen en Princeton
- 1930–31 en Caltech con Eric Temple Bell
- 1931 se casó con Clara Skaler
- 1931–32 en Cambridge con G. H. Hardy
- 1932 Ingresó a la facultad de la Universidad de Duke, donde ejerció durante 45 años
- 1938 a 1973 Junta editorial del Duke Mathematical Journal (editor gerente desde 1945)
- 1939 Nacimiento de su hijo Michael
- 1940 Supervisión de su primer estudiante de doctorado, E. F. Canaday, galardonado en 1940
- 1945 Nacimiento de su hijo Robert
- 1964 Primer Profesor James B. Duke en Matemáticas
- 1977 Supervisó a su 44.º y último estudiante de doctorado, Jo Ann Lutz, galardonado en 1977
- 1977 retirado
- 1990 Muerte de su esposa Clara, después de 59 años de matrimonio.
- 1999 17 de septiembre Murió en Pittsburgh, Pensilvania

## Trabajo matemático
- El módulo de Carlitz es generalizado por el módulo de Drinfeld
- Identidad respecto a los números de Bernoulli
- Carlitz escribió sobre los polinomios de Bessel
- Introdujo los polinomios de Al-Salam-Carlitz
- Identidad de Carlitz para cuadriláteros bicéntricos

## Publicación
Leonard Carlitz publicó alrededor de 771 artículos técnicos que comprenden aproximadamente 7000 páginas. El esfuerzo para editar sus obras recopiladas, realizado originalmente por el profesor John Brillhart, está en curso.